# Hans Wolfgang Behm
Hans Wolfgang Behm, Pseudonym: John Elliot Emerson, (* 20. Dezember 1890 in Karlsruhe; † 30. April 1973 in Berlin-Spandau) war ein deutscher naturwissenschaftlicher und esoterischer Schriftsteller.

## Leben
Hans Behm war der Sohn des Karlsruher Fabrikanten und Ingenieurs Otto Georg Emil Behm und dessen Ehefrau Anna Wilhelmine Bertha Behm geborene Fieck. Nach dem Abitur an der Oberrealschule in Karlsruhe studierte Hans Wolfgang Behm Naturwissenschaften und Philosophie an den Universitäten Heidelberg, Freiburg im Breisgau und Hamburg. Er wurde zum Doktor der Philosophie promoviert. Von 1922 bis 1924 war er als Assistent und Vorsteher der biologischen Abteilung am deutschen Forschungsinstitut Karlsruhe tätig. Im Anschluss war er freischaffend als Schriftsteller tätig und zog nach Berlin-Mariendorf, Ankogelweg 90.
Bekannt wurde Behm besonders als Verfasser mehrerer populärer naturwissenschaftlicher Werke, vor allem zur Zoologie, aber auch zu Hanns Hörbigers Welteislehre und anderen esoterischen Lehren der damaligen Zeit. Er schrieb u. a. für den Kosmos-Verlag.

## Schriften (Auswahl)
- Ludwig Wilser und das germanische Altertum. In: Politisch-Anthropologische Monatsschrift. Band 13, 1915, Nr. 10, S. 542–548.
- Kolloidchemie. Allgemeinverständliche Einführung in das Reich der feinverteilten Stoffe. Franckh’sche Verlagshandlung, Stuttgart 1925, DNB-Link
- Reigen der Keuschheit. Robert Laurer Verlag, 1928.
- Hanns Hörbiger – ein Schicksal, Hase & Koehler, Leipzig 1930.
- Hörbigers Welteislehre, Leipzig 1931.
- Das Wunder des Waldes, Berlin 1935.
- Hochzeit der Blumen. Das Liebesleben der Pflanzen im Naturbild der Landschaft, Hannover: Adolf Sponholtz, 1950.
- Die Sintflut und ihre Wiederkehr. 1956.
- Zehntausend Jahre Grunewald. Die Natur- u. Entwicklungsgeschichte eines großstadtnahen Forstes, Berlin: Kulturbuch-Verlag, 1957.
- Die Flora um uns. Das farbige Buch der Blumen und Blüten in Gärten und Haus, Berlin 1966.
- Tiere als Hobby zuhaus. Das Buch für alle Tierliebhaber, Safari-Verlag, Berlin 1970.

## Familie
Er war seit 1928 verheiratet mit Ottilie Berta Annemarie, der Tochter des Professors Br. von Geyso aus Hamburg.